# Olympische Zwischenspiele 1906/Teilnehmer (Böhmen)
| Gelbes Symbol für Goldmedaillen mit stilisierten Olympischen Ringen | Graues Symbol für Silbermedaillen mit stilisierten Olympischen Ringen | Braundes Symbol für Bronzemedaillen mit stilisierten Olympischen Ringen |
| ------------------------------------------------------------------- | --------------------------------------------------------------------- | ----------------------------------------------------------------------- |
| —                                                                   | —                                                                     | 2                                                                       |

Böhmen nahm an den Olympischen Zwischenspielen 1906 in Athen, Griechenland, mit 13 Sportlern teil. Dabei konnten die Athleten zwei Bronzemedaillen gewinnen.

## Medaillengewinner

### Dritter
| Name           | Sportart | Wettkampf |
| -------------- | -------- | --------- |
| Zdeněk Žemla   | Tennis   | Einzel    |
| Zdeněk Žemla   | Tennis   | Doppel    |
| Ladislav Žemla | Tennis   | Doppel    |

## Teilnehmer nach Sportarten

### Fechten
- Vlastimil Lada-Sázavský
Florett: Vorrunde

### Leichtathletik
- Otto Hahnel-Kohout
100 m: Vorlauf
Weitsprung: 20.

- Arnošt Nejedlý
5 Meilen (8.047 m): Vorrunde
Marathon: 15.

- Bohuslav Pohl-Polenský
100 m: Vorrunde
Dreisprung: Zwölfter

- František Souček
Diskuswurf: k. A.
Diskuswurf (griechischer Stil): Sechster
Speerwurf (freier Stil): Zehnter
Fünfkampf: 14.

- Miroslav Šustera
Diskuswurf: k. A.
Diskuswurf (griechischer Stil): Siebter
Fünfkampf: Zwölfter

### Ringen
- Karel Halík
Leichtgewicht: Vierter

- Václav Hradecký
Mittelgewicht: Fünfter

### Schießen
- Antonín Ehrenberger
Freier Revolver (25 m): 26.
Militärrevolver (20 m, Modell des Jahres 1874): 29.
Freies Gewehr, Einzel (300 m): 31.
Militärgewehr (200 m, Modell des Jahres 1874): Zehnter
Militärgewehr (300 m): 41.

### Tennis
- Jaroslav Žemla
Einzel: Neunter

- Ladislav Žemla
Doppel:  Dritter

- Zdeněk Žemla
Einzel:  Dritter
Doppel:  Dritter

### Turnen
- Bohumil Honzátko
Einzelmehrkampf (6 Übungen): Zehnter
Einzelmehrkampf (5 Übungen): Siebter
Tauhangeln: 17.